# Universidade Federal de Ouro Preto
A Universidade Federal de Ouro Preto (UFOP) é uma instituição de ensino superior pública federal brasileira, sediada em Ouro Preto, no estado de Minas Gerais. Atualmente, também conta com unidades nas cidades de Mariana e João Monlevade, ambas em Minas Gerais. Foi criada em 21 de agosto de 1969 a partir da incorporação de duas centenárias instituições de ensino superior: a Escola de Farmácia fundada em 1839 e a Escola de Minas fundada em 1876. Atualmente, é uma das mais importantes universidades de Minas Gerais e também do Brasil.

## História
A Escola de Farmácia de Ouro Preto foi criada a partir da lei nº 140, de 1839. A lei foi sancionada pelo Conselheiro Bernardo Jacinto da Veiga, Presidente da Província de Minas Gerais. Iniciava-se, portanto, o ensino farmacêutico no Brasil, que não existia nos tempos coloniais.
Em 1876, uma outra instituição surgia em Ouro Preto: A Escola de Minas. Ela foi oficialmente inaugurada em 12 de outubro de 1876, a pedido do imperador Dom Pedro II. Seu fundador, o cientista Claude Henri Gorceix, assim descrevia a cidade de Ouro Preto "Em muito pequena extensão de terreno pode-se acompanhar a série quase completa das rochas metamórficas que constituem grande parte do território brasileiro e todos os arredores da cidade se prestam a excursões mineralógicas proveitosas e interessantes".
Em 21 de agosto de 1969, através do Decreto-Lei nº 778 o Governo Federal incorporou as duas escolas localizadas no município, instituindo a Universidade Federal de Ouro Preto como uma fundação de Direito Público. Desde então, a universidade vem se expandindo com a criação de novos cursos e vagas.

## Características: Centros, Escolas e Institutos
A universidade conta com 11 Unidades Acadêmicas, assim distribuídas segundo a ordem de criação:
- Escola de Farmácia - EFAR (1839)
- Escola de Minas - EM (1876)
- Instituto de Ciências Humanas e Sociais - ICHS (1979) - Mariana;
- Instituto de Ciências Exatas e Biológicas - ICEB (1982);
- Instituto de Filosofia, Artes e Cultura - IFAC (1994);
- Escola de Nutrição - ENUT (1994);
- Centro de Educação Aberta e a Distância - CEAD (2003);
- Instituto de Ciências Sociais Aplicadas - ICSA (2008) - Mariana;
- Instituto de Ciências Exatas e Aplicadas - ICEA (2009) - João Monlevade;
- Escola de Medicina - EMED (2012);
- Escola de Direito, Turismo e Museologia - EDTM (2013).
- Escola de Educação Física - EEF (2019)

Em 2008, foi criado o Instituto de Ciências Sociais e Aplicadas, na cidade de Mariana. O campus abriga os cursos de Administração, Economia, Jornalismo e Serviço Social, que já conta com, em média, 800 alunos. A criação do instituto e a ampliação do quadro de funcionários, técnicos e professores só foi possível com o financiamento do Reuni, programa do Governo Federal que expandia o ensino superior gratuito.
A Escola de Direito, Turismo e Museologia - EDTM, foi criada em 21 de outubro de 2013 e teve sua origem da reunião dos Departamentos homônimos, que até então eram Unidades Isoladas vinculadas diretamente a Reitoria.
Sua biblioteca está localizada no interior da Escola de Minas. Ainda sofre de algumas carências, entre elas estão a falta de prédio exclusivo para seu funcionamento, principalmente pela falta de biblioteca e auditório próprios.
O Centro de Educação Aberta e a Distância, atualmente oferece os cursos de graduação em Administração Pública, Matemática, Pedagogia e Geografia.
Os cursos de especialização oferecidos atualmente são: Gestão Pública, Práticas Pedagógicas, Mídias na Educação e Escola de Gestores da educação Básica.
O Centro de Educação Aberta e a Distância da UFOP está presente atualmente em 41 polos, em convênios com a Universidade Aberta do Brasil e com as Prefeituras Municipais, contemplando cidades dos Estados da Bahia, Minas Gerais e São Paulo.

## Cursos, Departamentos e Órgãos da Administração Superior
A universidade oferece 37 cursos de graduação na modalidade presencial, contando com 27 departamentos.
O curso de Farmácia é o mais antigo da América Latina, sendo também um dos mais conceituados do país. Recebeu nota máxima em todos as edições do Exame Nacional de Desempenho de Estudantes: 2001, 2004 e 2007.

Fachada lateral da Escola de Minas na década de 1910. Arquivo Nacional.

O curso de Engenharia Ambiental, oferecido pelo Departamento de Engenharia Ambiental da Escola de Minas, teve início em 2000 e é reconhecido pelo MEC desde 2004. É o segundo mais antigo curso de engenharia ambiental de Minas Gerais e já formou mais de 150 engenheiros. Na sua concepção, visa a formar um profissional com visão holística, capaz de entender as questões técnicas e socioambientais de projetos de engenharia e da ocupação e uso dos recursos ambientais. Em 2011, o curso de graduação em engenharia ambiental conquistou pela segunda vez um lugar no seleto grupo de cursos de engenharia ambiental com 4 estrelas (Muito Bom) no Guia do Estudante da Editora Abril.
O Curso de Medicina, criado em 2006 e implantado em 2007. Foram oferecidos, até o momento, nove vestibulares, sempre com 40 vagas. A concorrência manteve índices altos, mas não constantes: o primeiro vestibular, ocorrido em meados de 2007, teve a relação de 213 candidatos para cada vaga; os seguintes, 78, 144, 108, 158, 161, e 228, respectivamente. A seleção, posteriormente, passou a ser feita por meio do Sistema de Seleção Unificada do Governo Federal, pelo qual os números permaneceram elevados. Observa-se que há maior concorrência no meio do ano: época em que menos universidades realizam os seus processos seletivos.
O Departamento de Direito da UFOP, oferece um dos cursos mais concorridos no Processo Seletivo - no primeiro semestre de 2012, alcançou a marca de 128,9 alunos para cada vaga -. É um dos mais renomados cursos de Direito do país, alcançando bons índices nos exames da Ordem dos Advogados do Brasil. Em 2006, foi o único a aprovar 100% de seus alunos na primeira fase da prova.

## Repúblicas
Os estudantes da UFOP têm, à sua disposição, uma forma de moradia peculiar, um modelo que não é visto em nenhum outro lugar do Brasil. A grande maioria das repúblicas "federais"(REFOP) (Casas Públicas, pertencentes à União) e particulares (casas privadas) da cidade de Ouro Preto estabelecem um sistema de seleção de novos moradores conhecido como "Batalha".
A "Batalha de vaga" consiste em um período de avaliação pelo qual os candidatos passam para comprovar sua responsabilidade com a república. Essa batalha é crucial para a continuidade da casa e união dos moradores. Com isso, os estudantes conseguem manter o patrimônio histórico com seu trabalho, organizando eventos para arrecadação de fundos que são integralmente investidos em manutenção e melhorias das repúblicas para que futuros alunos possam usufruir. Além disso, ajudam muitas vezes também com trabalho em pinturas e reformas. Isso é necessário, pois as casas não têm as características de um alojamento e a Universidade teria um gasto muito alto para mantê-las, perdendo poder de investimento na qualidade de ensino. Por causa disso, os moradores acordaram com a universidade a autonomia de escolha de moradores, dando, em contrapartida, manutenção impecável dos imóveis pertencentes a ela.
As repúblicas mantêm uma hierarquia por ordem de chegada à casa. A hierarquia serve principalmente para melhor organização do grupo.
Entretanto, a peculiar forma de organização de tais repúblicas tem mobilizado, nos últimos anos, diversas discussões sobre o caráter autoritário no processo de escolha das repúblicas. Fato tal que, no ano de 2009, o Ministério Público Federal de Minas Gerais recomendou à Universidade que adotasse critérios objetivos para a escolha dos novos moradores, dando preferência de acesso à alunos carentes, já que critérios subjetivos como a chamada "batalha" não permitiriam acesso integral da comunidade estudantil à moradia pública. O fato continua em discussão. Apesar de certos avanços, como a proibição das "placas" nas repúblicas federais, diversas penalidades jurídicas seguem acontecendo dentro de propriedades federais, o que tem, cada vez mais, chamado atenção da mídia.